# Trias-Jura-extinctie

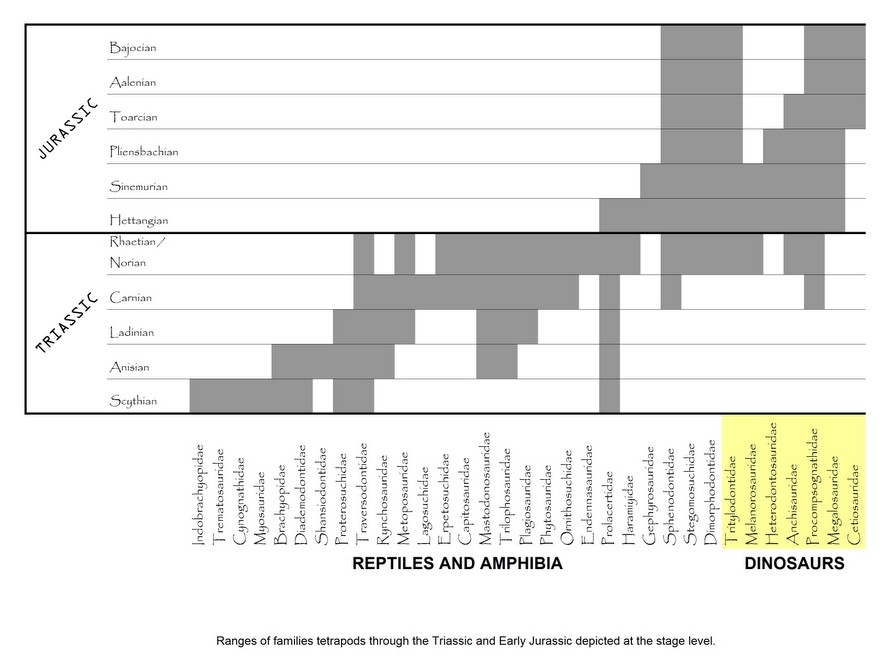
Voorkomen van soorten tetrapoden in het Trias en Vroeg-Jura (tijd op de verticale as).

De Trias-Jura-extinctie of massa-extinctie (Engels: Triassic-Jurassic extinction event) was een massa-extinctie (massaal uitsterven) ongeveer 202 miljoen jaar geleden, op de overgang tussen het Trias en het Jura. Het is een van de belangrijkste massa-extincties van het Fanerozoïcum, die grote invloed had op de ontwikkeling van het leven op het land maar vooral in de zee. Deze massa-extinctie vond plaats in slechts 10.000 jaar.
Van alle mariene families stierf zo'n 20% uit. Op het land verdwenen alle Crurotarsi (alle archosauria behalve de dinosauriërs), veel overgebleven therapsiden en veel grotere soorten amfibieën. Van de ecologische niches die vrijkwamen zouden in het Jura vooral de dinosauriërs profiteren.
Statistische analyse van het uitsterven in zee laat zien dat de afname van het aantal soorten eerder te wijten was aan een afname van de speciatie dan aan een toename van uitstervingen.
Er zijn verschillende verklaringen en hypothesen over de oorzaak van de Trias-Jura-extinctie, maar geen één is helemaal sluitend:
- Geleidelijke klimaatsverandering of verandering van het zeeniveau aan het einde van het Trias. Dit verklaart niet de plotselinge massale sterfte onder mariene soorten.
- De inslag van een grote meteoriet; er is echter geen inslagkrater gevonden die de ouderdom heeft van de Trias-Jura-overgang.
- Grootschalig vulkanisme bij het ontstaan van de Centraal-Atlantische vloedbasalten, dat te maken had met het opbreken van het supercontinent Pangea. Deze vloedbasalten hebben variabele ouderdommen en ontstonden over een aantal miljoen jaar rondom de Trias-Jura-overgang. Bij dit vulkanisme moeten grote hoeveelheden gassen zijn vrijgekomen die relatief snelle afkoeling of opwarming van het klimaat veroorzaakten. De isotopensamenstelling van fossiele bodems (zogenaamde paleosols) van om en nabij de Trias-Jura-overgang laat een verandering in de hoeveelheid CO2 in de atmosfeer zien.
- Een verwante hypothese is dat de hoeveelheid methaan in de atmosfeer toenam als gevolg van het vrijkomen van gashydraten in de oceaanbodem. Methaan is een sterk broeikasgas en kan een snelle toename van de wereldwijde temperatuur hebben veroorzaakt. Dit idee is ook voorgesteld als verklaring voor de (nog grotere) massa-extinctie op de Perm-Trias-overgang.